# Afrodromia longicornis
Afrodromia longicornis är en tvåvingeart som beskrevs av Smith 1969. Afrodromia longicornis ingår i släktet Afrodromia och familjen dansflugor. Inga underarter finns listade i Catalogue of Life.